# Ramal ferroviario Empalme Lobos-Navarro
El Ramal Empalme Lobos - Navarro pertenecía al Ferrocarril General Roca, Argentina.

## Ubicación
Se hallaba en la provincia de Buenos Aires en los partidos de Lobos y Navarro. Tiene una extensión de 23,5 km. La Ruta Provincial 41 corre paralelamente a su trazado. Las vías fueron desmanteladas.

## Historia
El ramal fue construido por el Ferrocarril del Sud en 1897.
En 1969 las estaciones Navarro y Las Chacras fueron clausuradas y las vías fueron desmanteladas en todo el ramal.
A 2020 se encuentra activa la estación Empalme Lobos para los servicios interurbanos entre Merlo y Lobos, prestados por Trenes Argentinos Operaciones, además de un servicio desde y hacia Cañuelas.

## Imágenes

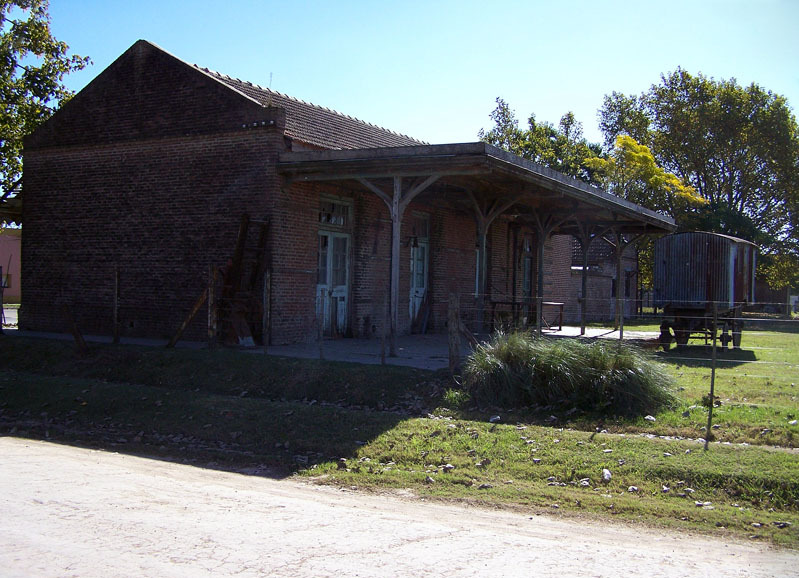
Estación Navarro
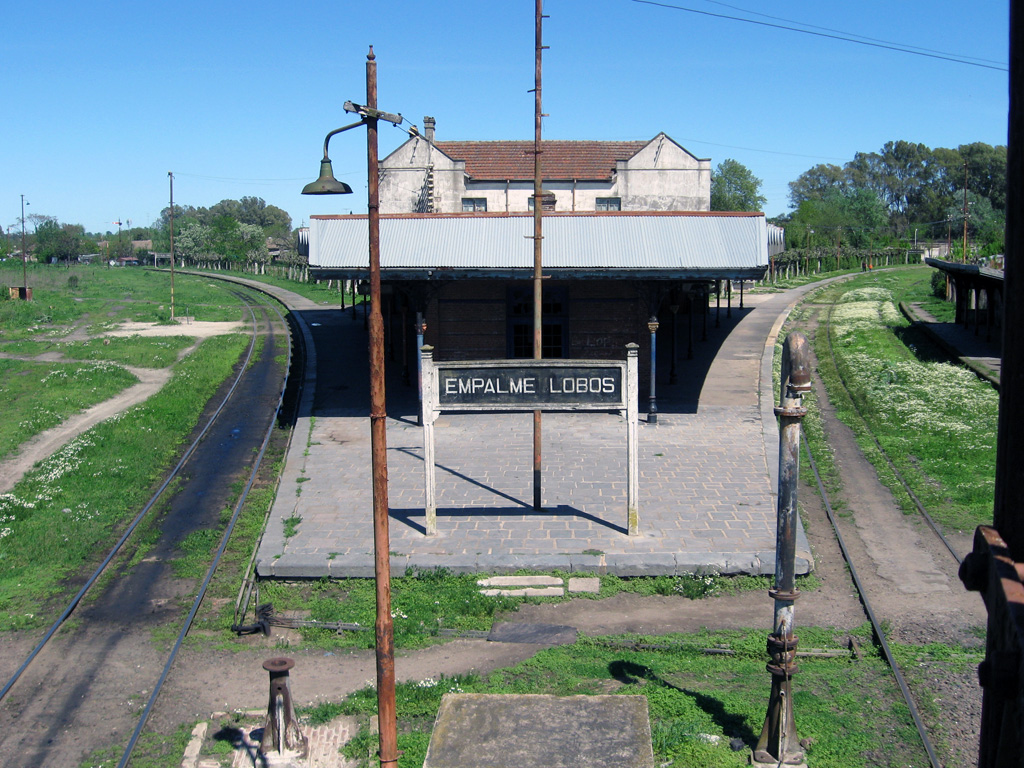
Empalme Lobos